# Octavius van Hannover

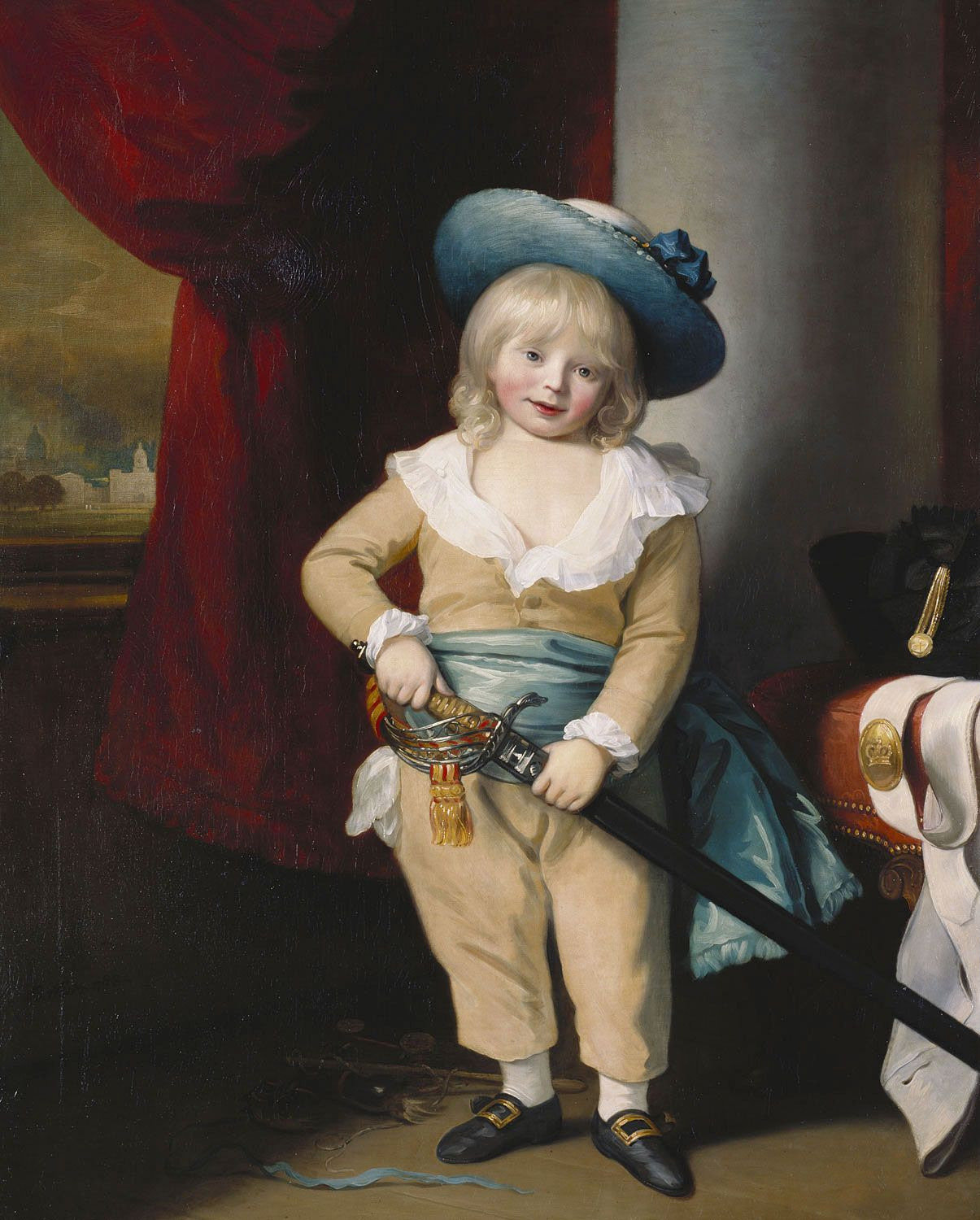
Octavius op een portret van Thomas Gainsborough.

Octavius van Hannover (Londen, 23 februari 1779 — aldaar, 3 mei 1783) was het dertiende kind en de achtste zoon van George III van het Verenigd Koninkrijk en Charlotte van Mecklenburg-Strelitz. Hij droeg de titel His Royal Highness The Prince Octavius. De naam van de prins is afgeleid van het Latijnse octavus, "achtste", wat aangeeft dat hij de achtste zoon van zijn ouders was.
Hij werd geboren te Buckingham Palace en stierf op vierjarige leeftijd te Kew Palace.